# Silent Overdrive
Silent Overdrive war eine deutsche Hardcore-Punk- und Thrash-Metal-Band aus Sinsheim, die 2002 gegründet wurde und sich 2012 auflöste.

## Geschichte
Die Band wurde im Sommer 2002 gegründet, wobei der Gruppe anfangs noch der passende Sänger fehlte. Diesen fand sie etwas später in Maik Wacker. Nachdem ein erstes Demo aufgenommen worden war, folgte Konzerte in ganz Süddeutschland. Im Jahr 2004 begab sich die band in die Maranis Studios, um die EP Babylon Nation aufzunehmen. MDD Records wurde auf die Band aufmerksam und veröffentlichte den Tonträger, wobei Twilight Vertrieb den Vertrieb übernahm. Der Veröffentlichung folgten weitere Auftritte, unter anderem zusammen mit Illdisposed im Jahr 2005. Ende des Jahres ging die Band zudem erneut in die Maranis Studios, um ihr Debütalbum Disease aufzunehmen. Außerdem folgten weitere Auftritte zusammen mit Vader, Tankard, Entombed, Dew-Scented und Samael. 2006 spielte die Band auf dem Up from the Ground. Im Frühjahr 2007 folgte eine Tour durch Mittel- und Osteuropa zusammen mit Pro-Pain. Im Jahr 2009 schloss sich die nächste EP Wake Up Call an. Am 8. August 2012, genau zehn Jahren nach ihrem ersten Konzert, spielte die Gruppe ihren letzten Auftritt.

## Stil
Laut Marcus Italiani von metalnews.de spiele die Band auf Disease „[e]ingängige Grundstrukturen, einige komplexere Breaks und jede Menge Moshbeats“. In Liedern wie The Story Ends erinnere die Gruppe an Megadeth. Laut Markus Endres von metal.de spiele die Band auf dem Album modernen Thrash Metal, mit Einflüssen aus dem Hardcore Punk, wobei die Band ihre Musik selbst „Melodic Thrash Core“ nenne. Das Album lebe von „fetten groovigen, treibenden Beats, Breakdowns“, sowie „schnellen Doublebass Parts“. Der Gesang variiere zwischen tiefen Growls, Hardcore-Punk-Shouts und melodischem Klargesang. Laut Heiko Eschenbach von metal.de spiele die Band auf Wake Up Call eine Mischung aus modernem und klassischem Thrash Metal und Hardcore Punk, wobei auch der Gesang wieder sehr abwechslungsreich sei. Die EP sich mit den Werken von Hatebreed, Pro-Pain und Sworn Enemy vergleichen, sei aber auch für Death-Metal-Fans von Gruppen wie Vader und Entombed interessant.

## Diskografie
- Babylon Nation (EP, 2004, MDD Records)
- Disease (Album, 2006, MDD Records)
- Wake Up Call (EP, 2009, MDD Records)